# 19066 Ellarie
19066 Ellarie è un asteroide della fascia principale. Scoperto nel 1973, presenta un'orbita caratterizzata da un semiasse maggiore pari a 2,7144552 UA e da un'eccentricità di 0,0638248, inclinata di 3,62708° rispetto all'eclittica.